# Fasettfjellet
Fasettfjellet är ett berg i Antarktis. Det ligger i Östantarktis. Norge gör anspråk på området. Toppen på Fasettfjellet är 2 423 meter över havet, eller 619 meter över den omgivande terrängen. Bredden vid basen är 4,5 km.
Terrängen runt Fasettfjellet är varierad. Trakten är obefolkad. Det finns inga samhällen i närheten. 